# Покча (Пермский край)
Покча́ — село в Чердынском районе Пермского края, в 5 километрах в северу от районного центра — Чердыни, при впадении реки Кемзелки в Колву. Центр Покчинского сельского поселения.

## История
На месте села с 1472 года существовал городок, основанный во время Чердынского похода завоевателем Великой Перми стародубским князем Фёдором Давыдовичем Пёстрым с крепостью. В 1481 Покча была сожжена пелымскими вогуличами (манси) во главе с князем Асыкой, при этом был убит пермский князь Михаил Ермолаевич и несколько членов его семьи. В 1535 году город сгорел и управление было перенесено в Чердынь. В «Переписной книге Чердынского уезда переписи дьяка Сибирского приказа Алексея Аникеева» 1710 года населенный пункт описан как «погост Покча, а в нём церковь во имя Благовещения Богородицы церковь во имя Георгия Великомученика деревянные».
В XVII—XIX веках Покча являлась важным центром баржестроения в Верхнем Прикамье, здесь строились суда для перевозки соликамской соли — пермянки. В начале XX века в Покче функционировали частное пароходство купца С. В. Черных и иконописное заведение А. В. Федосеева. В 1897 году на средства, завещанные И. В. Черных, была открыта богадельня. В 1904 году в Покче открылся детский приют.
В 1930 году в селе был образован колхоз «Красный Октябрь», который в 1950-е годы был укрупнен; в 1933 году возник промколхоз «Красный рыбак». С 1 сентября 1933 по 1958 год работала Чердынская МТС; её электростанция находилась в здании бывшей церкви. С 1930-х годов до 1961 года в селе действовал маслозавод.
Динамика населения:
- 1926: 367 дворов (мужчин — 553, женщин — 726, всего — 1279), русские — 1278 человек, украинцы — 1)

## Экономика
До революции — скорняжное производство, 3 ярмарки и еженедельные базары.
В советское время — колхоз «Красный Октябрь».
В настоящее время — сельское хозяйство, лесничество, сельпо, отделение связи.

## Население
| 1926 | 2002 | 2010 |
| ---- | ---- | ---- |
| 1279 | ↘922 | ↘776 |

## Здравоохранение
Медпункт, дом престарелых граждан, лагерь отдыха «Парма».

## Образование
Учреждения народного образования представлены основной общеобразовательной школой и детсадом.

## Культура
Учреждения культуры — дом культуры, библиотека.

## Религия
В 1913 г. в селе была сооружена часовня в честь Казанской иконы Божией Матери, в советское время переделанная в приходскую церковь. В 1927 году клир этого храма примкнул к «обновленческому» расколу. Известно, что в военное время во главе прихода стоял «обновленческий» священник протоиерей Сергий Кашин, скончавшийся в декабре 1946 года, когда последний «обновленческий» приход в Москве был передан в Московскую Патриархию ввиду смерти лидера «обновленчества» митрополита Александра Веденского. В декабре 1946 года место настоятеля занял другой «обновленческий» клирик — протопресвитер Иоанн Власов, который прослужил здесь вплоть до 1951 года. В июне 1951 года уполномоченный Совета по делам РПЦ по Пермской области Горбунов запретил «обновленческому» протопресвитеру Иоанну Власову служение на приходе ссылаясь на то, что он не имеет регистрации на приходе и даже паспорта. Имущество прихода было вывезено, а церковь закрыта. Таким образом, храм с. Покча может считаться последним «обновленческим» приходом в СССР.

## Достопримечательности
- Памятники:
  - жертвам гражданской войны
  - С. Н. Падучеву — ветерану Камского речного пароходства
  - И. И. Широкшину — Герою Социалистического Труда, уроженцу села;
- археологический памятник — селище Покча (X—XIII века, родановская культура)
- усадьбы А. В. Федосеева, М. И. Щипуновой, Сокотовых
- здания каменной Благовещенской церкви (1785)[5] и каменной Богородице-Казанской часовни (1913)
- Недалеко от села находится ботанический памятник природы регионального значения — сосновый бор (площадь — 2,2 га, взят под охрану 12.12.1991).
- На окраине села находится родник, известный как источник мертвой воды.

## Память
- Могила И. Ф. Ярославцева, горниста легендарного «Варяга», с 2011 года является объектом культурного наследия регионального значения Пермского края. ГОСУДАРСТВЕННАЯ ИНСПЕКЦИЯ ПО ОХРАНЕ ОБЪЕКТОВ КУЛЬТУРНОГО НАСЛЕДИЯ ПЕРМСКОГО КРАЯ Архивная копия от 2 декабря 2016 на Wayback Machine